# Distretto di San Pa Tong
San Pa Tong (in thai สันป่าตอง) è un distretto (amphoe) situato nella provincia di Chiang Mai, in Thailandia.

## Storia
Originariamente chiamato Ban Mae, il distretto è stato rinominato in San Pa Tong nel 1936.
I resti di una città antica del regno di Haripunchai, Wiang Tha Kan, fondata approssimativamente 1.000 anni fa, si trovano nella parte meridionale del distretto, più precisamente nel tambon di Ban Klang.

## Geografia
I distretti confinanti sono il Doi Lo, Mae Wang, Hang Dong, Mueang Lamphun e Pa Sang.

## Amministrazione
Il distretto San Pa Tong è diviso in 11 sotto-distretti (tambon), che sono a loro volta divisi in 122 villaggi (muban).
| n° | Nome                      | Villaggi | Abitanti |
| -- | ------------------------- | -------- | -------- |
| 1  | Yu Wa (ยุหว่า)              | 15       | 13.361   |
| 2  | San Klang (สันกลาง)        | 9        | 4.648    |
| 3  | Tha Wang Phrao (ท่าวังพร้าว) | 7        | 3.480    |
| 4  | Makham Luang (มะขามหลวง)  | 11       | 6.539    |
| 5  | Mae Ka (แม่ก๊า)             | 14       | 7.373    |
| 6  | Ban Mae (บ้านแม)           | 13       | 6.635    |
| 7  | Ban Klang (บ้านกลาง)       | 11       | 9.835    |
| 8  | Thung Satok (ทุ่งสะโตก)     | 12       | 6.398    |
| 10 | Thung Tom (ทุ่งต้อม)         | 11       | 7.258    |
| 14 | Nam Bo Luang (น้ำบ่อหลวง)   | 11       | 4.845    |
| 15 | Makhun Wan (มะขุนหวาน)     | 8        | 5.228    |

I tambon mancanti fanno ora parte del Distretto di Mae Wang